# Макнил, Роберт (писатель)
Ро́берт Бре́кенридж Уэ́р Макни́л (англ. Robert Breckenridge Ware MacNeil; 19 января 1931, Монреаль — 12 апреля 2024, Манхэттен) — американский писатель канадского происхождения; бывший телевизионный ведущий новостей и журналист, создавший в 1975 году вместе с другим журналистом Джимом Лерером американскую новостную телепрограмму The MacNeil/Lehrer Report (ныне PBS NewsHour). Награждён Орденом Канады (1997).

## Биография
Родился 19 января 1931 года в Монреале, Канада, в семье Роберта Макнила и Маргарет Вирджинии Окснер. Воспитывался в Галифаксе, Новая Шотландия, учился в школе-интернате Upper Canada College, затем в университете Dalhousie University, но окончил Карлтонский университет в Оттаве в 1955 году.
Был свидетелем убийства Джона Кеннеди в Далласе в 1963 году. С 1967 года рассказывал об американской и европейской политике на Би-би-си. С 1975 года вместе с журналистом Джимом Лерером создал и вёл американскую новостную телепрограмму The MacNeil/Lehrer Report, отработав в ней 20 лет. В настоящее время эта программа называется PBS NewsHour, Макнил является одним из её соучредителей.
После террористических актов 11 сентября 2001 года в Нью-Йорке, временно вернулся в журналистику, брал интервью, излагал своё мнение на эти события. В 2007 году Макнил создал документальный сериал America at a Crossroads о проблемах терроризма, с которыми сталкиваются Соединённые Штаты Америки.
В 1990 году получил премию Paul White Award от Radio Television Digital News Association. В 1999 году вошёл в Зал славы телевидения.
В 1997 году Макнил стал гражданином США. Его сын — Иан Макнил (англ. Ian MacNeil) — известный театральный художник-декоратор.
Умер 12 апреля 2024 года в больнице Манхэттена в возрасте 93 лет.